# آلبر دیودونه
آلبر دیودونه (فرانسوی: Albert Dieudonné‎؛ ۲۶ نوامبر ۱۸۸۹ – ۱۹ مارس ۱۹۷۶) هنرپیشه، فیلم‌نامه‌نویس، کارگردان و نویسنده اهل فرانسه بود.
از فیلم‌هایی که در آن نقش داشته می‌توان سوءقصد به جان دوک گیز و ناپلئون را نام برد.